# Svarta hålets informationsparadox

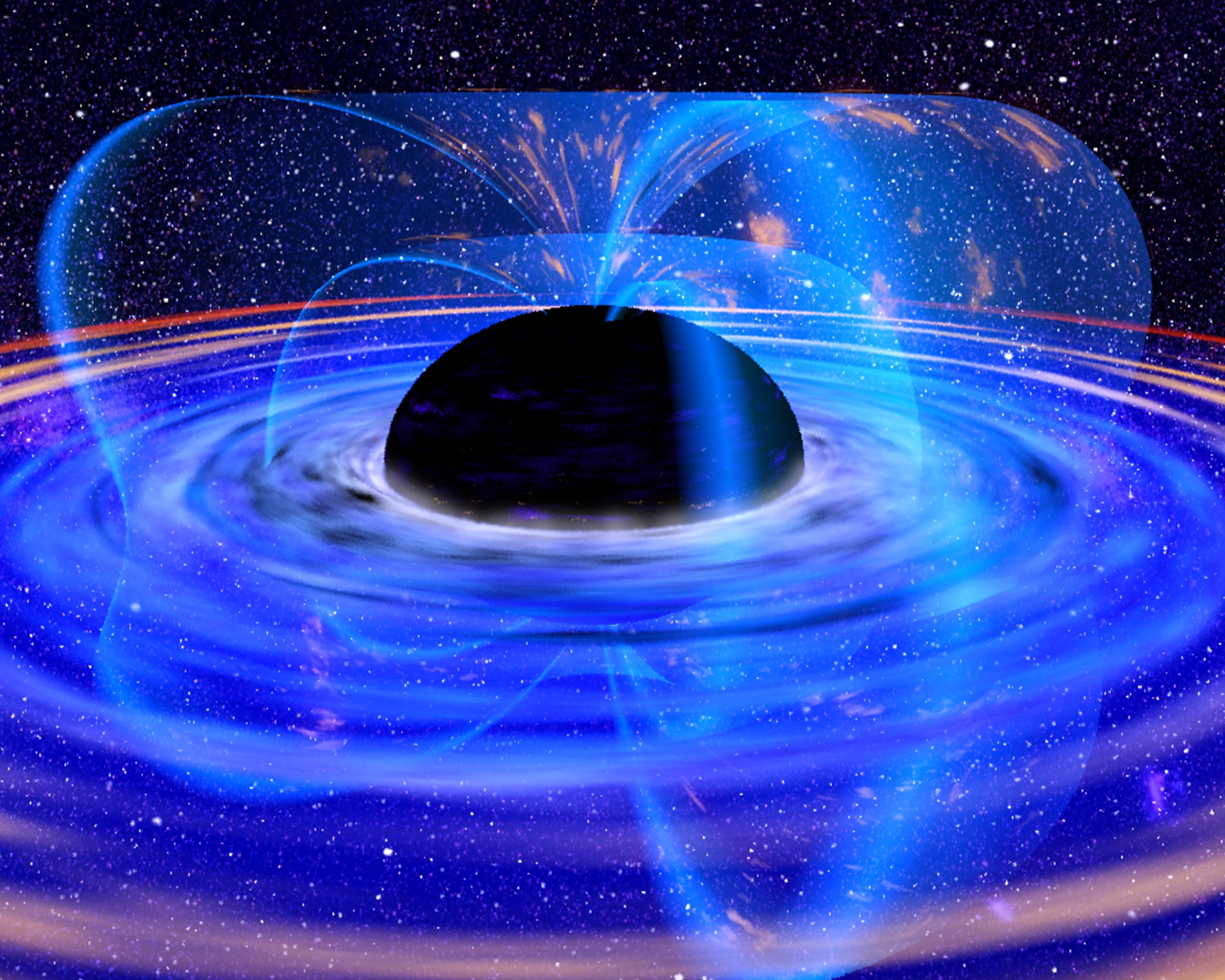
Ett svart hål

Svarta hålets informationsparadox är en paradox som utgår från en kombination av kvantmekanik och allmän relativitetsteori. Paradoxen säger att fysisk information kan försvinna permanent i ett svart hål, och därmed möjliggöra för många olika kvantmekaniska tillstånd att omvandlas till samma status. Teorin är kontroversiell eftersom den bryter mot den allmänna vetenskapliga föreställningen att en komplett information om ett fysiskt system vid en tidpunkt bestämmer dess status vid varje annan tidpunkt.